# Hirsisaari (ö i Södra Savolax, Nyslott, lat 61,73, long 29,34)
Hirsisaari är en ö i Finland. Den ligger i sjön Pihlajavesi och i kommunen Nyslott i  landskapet Södra Savolax, i den sydöstra delen av landet, 290 km nordost om huvudstaden Helsingfors. Öns area är 1,8 hektar och dess största längd är 260 meter i sydöst-nordvästlig riktning.